# Loch an Add
Loch an Add es un embalse situado en Argyll, Escocia, a unos 3 km al suroeste del pueblo de Cairnbaan y a 6 km al oeste del asentamiento mayor de Lochgilphead. Tiene una longitud aproximada de 1,6 km y una anchura máxima de 280 metros. Su orientación es suroeste-noreste, y se encuentra en uno de varios pequeños valles paralelos entre cordilleras sucesivas (una formación geológica similar a la de Anglesey) en una zona de bosque de coníferas.
No debe confundirse con Lochan Add, un cuerpo de agua más pequeño con una forma y orientación similares, pero situado unos 20 km al noreste. Además, ninguno de los dos lagos está conectado con el río Add mencionado más abajo.
El lago forma parte del sistema de embalses Glen Clachaig Feeder System, que abastece de agua al Canal de Crinan. Está regulado por una presa de tierra en su extremo norte y actualmente es gestionado por Scottish Canals. Inmediatamente aguas abajo de esta presa se encuentra otro embalse, el Daill Loch, que se drena a través del Dunardy Burn hacia el Canal de Crinan.
Loch an Add fue nombrado por primera vez en 1814 por el ingeniero escocés Hugh Baird, diseñador de los canales de Crinan y de la Unión. El origen toponímico dado por Baird no está del todo claro. Una posible explicación es que derive de la misma raíz del gaélico escocés que el río Add, àd o fhàd, una forma lenitada de fada, que significa «largo», es decir, «Lago largo». Otra interpretación es que Add sea una anglicanización de àth, que significa «vado», es decir, «Lago del vado».
El lago alberga una gran población de trucha marrón.